# Берестов, Пётр Филиппович
Пётр Филиппович Берестов (21 декабря 1898, Малмыжский уезд, Вятская губерния — 26 ноября 1961, Запорожье) — советский военачальник, генерал-майор (1.09.1943). Герой Советского Союза (27.06.1945).

## Биография
Пётр Филиппович Берестов родился 21 декабря 1898 года в деревне Берестово в многодетной семье крестьянина.
С 14 лет работал батраком, сапоговаляльщиком, с отцом на продольной пиле пилил толстые кряжи на доски.

### Первая мировая и Гражданская войны
В феврале 1917 года был призван в Русскую императорскую армию и служил рядовым в 165-м запасном стрелковом полку в городе Сенгилей Симбирской губернии. Окончил учебную команду полка в сентябре 1917 года, после чего был зачислен младшим унтер-офицером в штаб полка, затем назначен младшим писарем. Принимал участие в демонстрациях в Симбирске и Петрограде. В феврале 1918 года Берестов был демобилизован, после чего вернулся домой и некоторое время работал в хозяйстве отца.
В ноябре 1918 года был призван в ряды Красной Армии и был направлен красноармейцем в 38-й стрелковый полк (Глазов). В декабре 1918 года полк включен в 12-ю стрелковую дивизию, направлен на Восточный фронт, где участвовал в должности командира пулемётного взвода в боях против войск адмирала А. В. Колчака. С августа 1919 — на учёбе, в 1920 году окончил 1-е пехотные курсы красных командиров (Казань). С мая 1920 — командир маршевой роты, с ней прибыл на Западный фронт и назначен командиром взвода пулеметной команды 12-го стрелкового полка 4-й стрелковой дивизии, с августа — командир роты. Участник советско-польской войне. В сентябре 1920 года вновь убыл на учёбу.

### Межвоенное время
В 1921 году окончил повторные курсы командиров батальонов Западного фронта (Витебск). С августа 1921 года — командир роты 18-го стрелкового полка 6-й стрелковой дивизии, с июня 1922 — командир роты 4-го стрелкового полка 2-й Белорусской стрелковой дивизии (Минск). В 1924 году окончил Высшую школу физического образования (Ленинград), после окончания которой вернулся в 4-й стрелковый полк на должность командира батальона, командовал им почти 6 лет.
В декабре 1931 года был назначен в 18-ю стрелковую дивизию на пост командира 54-го стрелкового полка, дислоцированного в Ростове Ярославской области. В сентябре 1939 года Берестов был назначен на должность начальника снабжения формировавшейся 168-й стрелковой дивизии, переданной в декабре 1939 года в состав 8-й армии и участвовавшей в ней в советско-финской войне. В конце декабря принял командование 402-м стрелковым полком той же дивизии, к тому времени попавшей в окружение севернее Ладожского озера. На этом посту принял участие в прорыве из окружения 28 февраля 1940 года, командуя передовым отрядом идущей на прорыв дивизии, был ранен, но продолжил командовать отрядом. За эту операцию был награждён орденом Красного Знамени и ему досрочно было присвоено воинское звание полковник (5.03.1940).
После госпиталя продолжил командовать полком. В ноябре 1940 года Берестов был направлен на учёбу на Высшие стрелково-тактические курсы усовершенствования офицерского состава пехоты «Выстрел». Окончил их с отличием за несколько дней до начала войны.

### Великая Отечественная война
2 июля 1941 года полковник П. Ф. Берестов был назначен на должность командира 1-го полка народного ополчения Ленинского района Москвы, который 26 сентября был преобразован в 1281-й стрелковый полк 60-й стрелковой дивизии. Полк с июля 1941 года входил в 33-ю армию Резервного фронта, строил оборонительные рубежи под Спас-Деменском, а с 9 сентября принимал непосредственное участие в боях под Ельней. Тяжелейшие испытания выпали на его долю при начале немецкого генерального наступления на Москву (операция «Тайфун»). 33-я армия не попала в «Вяземский котёл», но при попытках остановить дальнейшее немецкое наступление к Москве оказалась на острие удара противника. Полк Берестова в октябре 1941 года дрался практически без пополнения, при острейшем дефиците боеприпасов, но упорно держался. Трижды полк попадал в кольцо окружения и трижды с боем прорывался к своим. В четвёртый раз противнику удалось рассечь ослабленный полк на части, из окружения бойцы прорывались мелкими группами. Одну из таких групп возглавил командир полка и перешёл с ней через линию фронта уже под Тулой.
Без всякой передышки, 8 ноября 1941 года Берестов был назначен на должность командира 601-го мотострелкового полка 82-й мотострелковой дивизией 5-й армии Западного фронта. В оборонительной фазе битвы под Москвой дивизия обороняла Минское шоссе в районе станции Кубинка. В ходе контрнаступления под Москвой и общего наступления советских войск дивизия вместе с другими частями участвовала в освобождении Дорохово, Бородино, Можайска и других населённых пунктов. 10 февраля 1942 года П. Ф. Берестнев назначен заместителем командира дивизии. В 1942 году Берестов вступил в ВКП(б).
Но уже 22 февраля 1942 года назначен командиром 50-й стрелковой дивизии 5-й армии (дивизия занимала оборону в районе Гжатска).
10 апреля 1942 года полковник Берестов был назначен на должность командира 331-й стрелковой дивизией, которой командовал до конца войны. Под командованием Берестова дивизия сражалась в составе различных армий на Западном, с апреля 1944 — на 3-м Белорусском, с апреля 1945 — на 1-м Украинском фронтах. Дивизия участвовала в наступательных операциях под Москвой, в Ржевско-Сычёвской, Ржевско-Вяземской 1943 года, Смоленской, Оршанской, Белорусской, Гумбиннен-Гольдапской, Восточно-Прусской и Пражской наступательных операциях. Дивизия была на хорошем счету, за боевые заслуги в июне 1943 года награждена орденом Красного Знамени, в сентябре 1943 года дивизия была удостоена почётного наименования «Смоленская», в июле 1944 за форсирование реки Березина и овладение городом Ново-Борисов награждена орденом Суворова 2-й степени, а в конце того же июля за участие в освобождении Минска — вторым орденом Красного Знамени. Сам Пётр  Берестов получил сильную контузию в сентябре 1943 года, но отказался от госпиталя и продолжил руководить действиями дивизии.
Командир 331-й стрелковой дивизии (31-я армия, 3-й Белорусский фронт) генерал-майор П. Ф. Берестов проявил исключительное мужество в Восточно-Прусской наступательной операции. Дивизия 21 января 1945 года прорвала оборону противника и продвинулась вперёд других частей армии, овладев опорными пунктами обороны противника городами Растенбург, Россель, Хайльсберг. 31 января дивизии было поручено овладеть городом Ландсберг (ныне Гурово-Илавецке, Польша). Начав операцию ночью и застав противника врасплох, Берестов ввёл дивизию в прорыв и умело продвигаясь по тылам противника, в ночь на 2 февраля вышел к городу, с ходе бойцы штурмом овладели городом и важным узлом коммуникаций противника. Не смирившись с потерей Ландсберга, немецкие войска непрерывно пытались отбить город. Трое суток дивизия отражала непрерывные атаки, а 7 февраля противник дальним ударом отрезал советские части вокруг Ландсберга от основных сил армии. В этой обстановке генерал-майор Берестов объединил под своим командованием 331-ю и 88-ю стрелковые дивизии, 140-ю артиллерийскую бригаду и танковый полк, организовал круговую оборону и ещё трое суток эта группа войск вела упорный бой в полном окружении, до прорыва к ним главных сил 33-й армии. Стремительность действий войск генерала Берестова на первом этапе наступления и стойкость в обороне на втором обеспечили успешное продвижение войск 33-й армии. За эту операцию командующий армией П. Г. Шафранов представил генерала П. Ф. Берестова к званию Героя Советского Союза.
Указом Президиума Верховного Совета СССР от 27 июня 1945 года за образцовое выполнение заданий командования на фронте борьбы с германским фашизмом и проявленные при этом отвагу и геройство генерал-майору Петру Филипповичу Берестову присвоено звание Героя Советского Союза с вручением ордена Ленина (№ 52532) и медали «Золотая Звезда» (№ 7906).
После разгрома прусской группировки немецких войск в апреле 1945 года 331-я стрелковая дивизия была направлена на 1-й Украинский фронт, где принимала участие в Пражской операции и освобождении городов Гёрлиц, Зоненберг, Фринлянд, Яблонец, закончив боевой путь, не дойдя до Праги.

### После войны
После войны П. Ф. Берестов продолжал службу в Советской Армии. С июля 1945 года командовал 72-й гвардейской стрелковой дивизией в Центральной группе войск (Венгрия), в январе 1946 года произвёл передислоцирование дивизии в Киевский военный округ. С мая 1946 — командир 7-й отдельной гвардейской стрелковой бригады в Киевском военном округе. С января по декабрь 1947 — командир 59-й гвардейской стрелковой дивизии в Одесском военном округе. В 1948 году окончил курсы усовершенствования командиров стрелковых дивизий при Военной академии имени М. В. Фрунзе. С декабря 1948 — командир 43-й отдельной гвардейской стрелковой бригады (Таврический военный округ), с октября 1953 — командир 113-й гвардейской стрелковой дивизии в том же округе.
В декабре 1955 года генерал-майор Пётр Филиппович Берестов уволен в запас. Жил и работал в городе Запорожье (Украина). Умер 26 ноября 1961 года. Похоронен в Запорожье на Первомайском кладбище.

## Награды
- Медаль «Золотая Звезда» Героя Советского Союза (27.06.1945);
- Два ордена Ленина (21.02.1945, 27.06.1945);
- Четыре ордена Красного Знамени (20.04.1940, 28.08.1942, 3.11.1944, …);
- Орден Суворова 2-й степени (28.09.1943);
- Орден Кутузова 2-й степени (4.07.1944);
- Орден Богдана Хмельницкого (СССР) 2-й степени (19.04.1945);
- Медали.

## Память
- Именем Героя названы улицы Берестова в городе Можайске и в селе Сюмси Удмуртской Республики.
- Имя П. Ф. Берестова увековечено на Мемориальной стеле Героям Советского Союза у Вечного огня в городе Ижевске.

## Комментарии
1. ↑  Деревня Берестово, относившаяся к Уватуклинской, затем — к Сям-Можгинской волости Малмыжского / Селтинского уезда, к Ново-Мултанской волости Селтинского / Ижевского уезда, в последующем входила в состав Чажинского / Гайнинского сельсоветов Сюмсинского района Удмуртии; не сохранилась[1].